# Zabajkalský kraj
Zabajkalský kraj (rusky Забайка́льский край, čínsky 外貝加爾邊疆區/Waj-pej-ťia-er-pien-ťiang-čchü, čínsky 后贝加尔边疆区/Chou-pej-ťia-er-pien-ťiang-čchü) je federální subjekt Ruské federace. Leží na jihovýchodní Sibiři. Západní hranici kraje tvoří republika Burjatsko, severozápadní Irkutská oblast, krátký severní úsek se dotýká Sachy (Jakutska), část východní hranice je s Amurskou oblastí a část tvoří mezinárodní hranici s Čínou, z jihu je pak Zabajkalsko ohraničeno Mongolskem. Na ploše 430 026 km² zde žije 1 155 000 obyvatel.

## Historie
Zabajkalský kraj je výsledkem snah o slučování ruských federálních subjektů. V roce 2008 (k 1. březnu) se Čitská oblast sloučila s Aginským burjatským autonomním okruhem, vznikl tak Zabajkalský kraj.

## Krajské symboly

### Vlajka
Vlajka Zabajkalského kraje je tvořena listem o poměru stran 2:3 se dvěma vodorovnými pruhy, zeleným a červeným, mezi které je od žerdi vsunut žlutý rovnoramenný trojúhelník.

## Obyvatelstvo a sídla
| Národnost | Počet     | (%)     |
| --------- | --------- | ------- |
| Rusové    | 1 037 502 | 89,80 % |
| Burjati   | 70 457    | 6,1 %   |
| Ukrajinci | 11 843    | 1,03 %  |

Největšími městy jsou sídelní Čita (305 800 obyv.; 2007), dále Krasnokamensk (55 600), Borzja (30 600) a Petrovsk-Zabajkalskij (19 900).